# Carpatolechia proximella
Carpatolechia proximella — вид лускокрилих комах з родини виїмчастокрилі молі (Gelechiidae).

## Поширення
Вид поширений в більшій частині Європи (за винятком Піренейського півострова та більшої частини Балканського півострова), у Туреччині, Кавказі, Середньої Азії та Сибіру.

## Опис
Розмах крил 13-17 мм. Голова білувата. Кінцевий суглоб пальпія коротше другого. Передні крила білуваті, з сірим нальотом, з кількома чорними лусочками; тонкі чорні плями на кості біля основи та перед і за серединою; дві або три чорні крапки або штрихи до основи та одна під костою на 1/3; стигмати чорні, перший диск за межами плікалу, перед ним іноді зливається чорна крапка, ще одна чорна крапка під другим диском і риска диска за ним; пухнасті костальні та торнальні плями на 2/3. Задні крила 1, сірі. Личинка блідо-зелена; точки чорного кольору; голова жовтувата.

## Спосіб життя
Дорослі особини розлітаються з травня по червень. Личинки живляться листям берези (Betula) і вільхи (Alnus).

## Підвиди
- Carpatolechia proximella proximella
- Carpatolechia proximella peritella  (Constant, 1885)  (Корсика)